# Фердинанд дьо Лесепс
Фердинанд Мари, виконт дьо Лесепс (на френски: Ferdinand Marie vicomte de Lesseps; 19 ноември 1805 г., Версай – 7 декември 1894 г., Гийи) е френски дипломат, основно действащо лице в строителството на Суецкия канал, който през 1869 г. съединява Средиземно и Червено море, като значително съкращава разстоянието и времето за пътуване между Европа и Източна Азия. По образование е юрист, но кариерата му е в дипломацията и предприемачеството.
Опитът му да повтори успешния си проект през 1880-те с построяване на Панамския канал обаче завършва със скандал и провал. В крайна сметка проектът е откупен от САЩ, които променят проекта и го реализират през 1914 г.

## Дипломатическа кариера
Роден е в семейството на дипломат и след завършване на образованието си в Париж той също започва дипломатическа кариера. Първият му дипломатически пост е в Лисабон, след това в Тунис, където баща му е генерален консул, от 1832 е назначен за вицеконсул в Александрия, а между 1833 и 1837 г. е консул в Кайро. Той обикаля Египет, научава арабски и се запознава с плановете за прокопаване на канал между Средиземно и Червено море. Влиза в близкото обкръжение на Мехмед Али паша и става приятел на Саид, сина на Мехмед. Следват дипломатически постове в Ротердам, Малага, Барселона и Мадрид. Междувременно сключва брак и става баща на петима синове. Дипломатическата му кариера завършва през 1850-те и той излиза в оставка. Сполетява го и лично нещастие: през 1853 г. жена му и един от синовете умират в разстояние на няколко дни.

## Суецки канал
Когато през 1854 г. Саид паша става управник на Египет, Лесепс му представя план за прокопаване на Суецкия канал. Саид приема плана, който предвижда отдаването на канала на концесия за срок от 99 години на световна компания, която ще го прокопае и експлоатира. Концесията е подписана през ноември 1854 г. Набирането на средства става чрез продажба на акции на компанията. Лесепс обхожда Европа като търговски посредник. Подписката на 400 000 акции по 500 франка е открита през 1858 г., но върви трудно, защото проектът има много противници. В крайна сметка Лесепс убеждава Саид да закупи 176 000 акции – многократно повече от предвиденото първоначално участие. Строителните дейности започват на 25 април 1859 година, на място на брега, което по-късно е наречено Порт Саид в чест на Саид паша и отнема 10 години вместо предвидените 6 поради затруднения, предизвикани от тежкия климат, епидемия от холера, затруднения с работната ръка и използването първоначално само на ръчен труд. Като цяло разходите надминават над два пъти първоначалната сума.
Каналът променя положението на Египет – хедивът Исмаил паша, заменил Саид, обявява, че „Египет напуска Африка и става средиземноморска сила“. Притиснат от кредиторите и отстъпвайки пред натиска на Великобритания, през 1875 г. той продава на правителството на Бенджамин Дизраели всичките си акции от компанията за 100 милиона франка:с. 290.

## Панамски скандал
През 1879 г. в Париж се състои Международен конгрес на географските дружества и гласува в полза на прокопаване на Панамския канал. Лесепс е на 74 години, и се нагърбва са реализацията на проекта. Акционерното дружество Compagnie nouvelle du canal de Panama продава акции на над 800 000 души. Французите започват работа прибързано, без да са проучили достатъчно геологията и хидрологията в района и трудността на задачата – първоначалният проект на канала е без шлюзове, прокопаването на канала става на морското ниво. Работата е в тежки условия, малария и жълта треска покосяват работниците. Към 1888 г. за строителството на канала са изхарчени вече над 300 млн. долара (почти два пъти повече от предвиденото), а е изпълнена едва една трета от работата. Положението е неудържимо и избухва Панамският скандал, последван от финансов и борсов крах. През 1892 е проведено разследване и ръководителите на компанията – баща и син Лесепс – са осъдени на пет години затвор. Поради замесването на имената на журналисти и политици скандалът има и политически последствия, а името „Панама“ става символ на провал и позор.